# Järvtjärnen, Medelpad
Järvtjärnen är en sjö i Ånge kommun i Medelpad och ingår i Ljungans huvudavrinningsområde.